# Saat (Einheit)
Saat war ein Flächenmaß in der Region um Eiderstedt. Im Jahr 1567 änderte sich die Rute von 18 Fuß auf die Anzahl von 16 Fuß. (mit Auswirkung auf die Quadratruten)
- 1 Saat = 36 Quadratruten
  - 6 Saat = 1 Demat = 0,4925 Hektar[2]
  - 360 Saat = 1 Pflug
- Holstein: 1 Saat = 1/6 Demat/Diemat/Drömt[3]